# Tarhan Tower Airlines
Tarhan Tower Airlines fue una aerolínea chárter con sede en Estambul, Turquía. Su base de operaciones principal es el Aeropuerto Internacional Atatürk.
En diciembre de 2007 SHGM (Dirección de Aviación Civil Turca) suspendió la licencia que posibilitaba a la aerolínea operar, al detectarse diversos fallos en el departamento de mantenimiento.

## Destinos

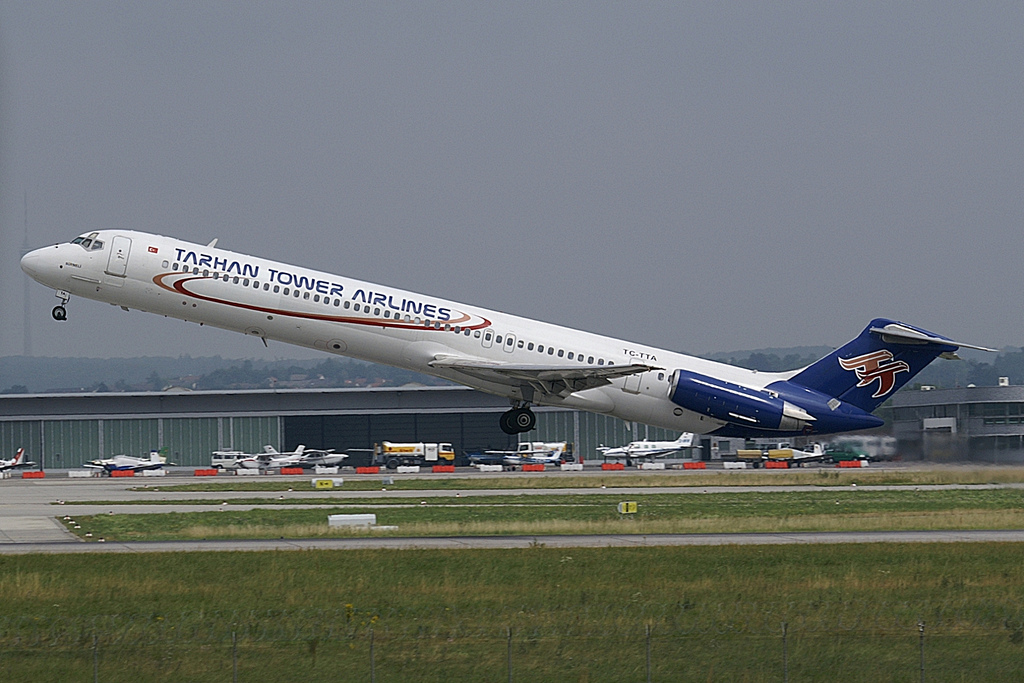
MD-82 de Tarhan Tower Airlines.

Tarhan Tower Airlines operó a los siguientes destinos (en diciembre de 2006):

### Destinos domésticos
- Adana
- Ankara
- Antalya.
- Estambul Atatürk
- İzmir
- Kayseri

### Destinos internacionales
- Alemania
  - Stuttgart
- Irak
  - Erbil
- Bélgica
  - Bruselas
- Israel
  - Tel Aviv
- Armenia
  - Ereván
- Irán
  - Teherán
- Francia
  - París
- Italia
  - Bari
  - Milán
  - Nápoles
- Países Bajos
  - Ámsterdam